# Златна лопта 2008.
Златна лопта 2008 признање за најбољег фудбалера света додељено је 2. децембра 2008. Португалцу Кристијану Роналду.
Кристијано Роналдо је трећи португалски фудбалер који је освојио ово признање уз раније освајаче Еузебија (1965) и Луиса Фига (2000). Истовремено он је четврти фудбалер Манчестер јунајтеда после Шкота Дениса Лоуа (1964), Енглеза Бобија Чарлтона (1966) и Северног Ирца Џорџа Беста (1968).

## Коначна листа
| Место | Име                    | Клуб                  | Држава          | Поени |
| ----- | ---------------------- | --------------------- | --------------- | ----- |
| 1     | Кристијано Роналдо     | Манчестер јунајтед    | Португалија     | 446   |
| 2     | Лионел Меси            | Барселона             | Аргентина       | 281   |
| 3     | Фернандо Торес         | Ливерпул              | Шпанија         | 179   |
| 4     | Икер Касиљас           | Реал Мадрид           | Шпанија         | 133   |
| 5     | Хавијер Ернандез Креус | Барселона             | Шпанија         | 97    |
| 6     | Андреј Аршавин         | Зенит Санкт Петербург | Русија          | 64    |
| 7     | Давид Виља             | Валенсија             | Шпанија         | 55    |
| 8     | Кака                   | Милан                 | Бразил          | 31    |
| 9     | Златан Ибрахимовић     | Интер Милано          | Шведска         | 30    |
| 10    | Стивен Џерард          | Ливерпул              | Енглеска        | 28    |
| 11    | Маркос Сена            | Виљареал              | Шпанија         | 16    |
| 12    | Емануел Адебајор       | Арсенал               | Того            | 12    |
| 13    | Вејн Руни              | Манчестер јунајтед    | Енглеска        | 11    |
| 14    | Серхио Агверо          | Атлетико Мдрид        | Аргентина       | 10    |
| 15    | Френк Лампард          | Челси                 | Енглеска        | 8     |
| 16    | Франк Рибери           | Бајерн Минхен         | Француска       | 7     |
| 17    | Самјуел Ето            | Барселона             | Камерун         | 6     |
| 18    | Ђанлуиђи Буфон         | Јувентус              | Италија         | 5     |
| 19    | Михаел Балак           | Челси                 | Немачка         | 4     |
| 19    | Сеск Фабрегас          | Арсенал               | Шпанија         | 4     |
| 21    | Дидије Дрогба          | Челси                 | Обала Слоноваче | 3     |
| 21    | Серхио Рамос           | Реал Мадрид           | Шпанија         | 3     |
| 21    | Немања Видић           | Манчестер јунајтед    | Србија          | 3     |
| 24    | Едвин ван дер Сар      | Манчестер јунајтед    | Холандија       | 2     |
| 24    | Руд ван Нистелрој      | Реал Мадрид           | Холандија       | 2     |

Пет играча нису освојили ниједан поен : 
Карим Бензема, (Олимпик Лион, Француска),
Пепе, (Реал Мадрид, Португал),
Лука Тони, (Бајерн Минхен, Италија),
Рафаел ван дер Варт (Реал Мадрид, Холандија)
Јуриј Жирков (ЦСКА Москва, Русија).